# Medaglia del Kurdistan
La medaglia del Kurdistan fu una medaglia militare conferita dal sultano Abdülmecid I ai soldati dell'impero ottomano che presero parte alla campagna militare in Kurdistan nel 1846 che portò alla conquista della regione da parte dei turchi.

## Insegne
- La  medaglia consisteva in un disco d'argento riportante sul diritto il tughra del sultano ottomano. Sul retro si trovava la raffigurazione di un paesaggio montuoso con la scritta "Kurdistan" in arabo e l'indicazione dell'anno 1263 del calendario islamico.
- Il nastro era rosso con una striscia verde per parte.